# Guerra preventiva
La guerra preventiva (o ataque preventivo) es aquella acción armada que se emprende con el objetivo (real o pretextado) de repeler una ofensiva o una invasión que se percibe como inminente, o bien para ganar una ventaja estratégica en un conflicto inminente. Aunque se suele presentar como forma de autodefensa, la legitimidad de la guerra preventiva es objeto de intensa disputa, sobre todo por la dificultad de ponerse de acuerdo acerca de si la amenaza es real y, en caso de serlo, de si se trata de un peligro inminente que justifique el ataque, o bien se utiliza como pretexto para atacar primero.
En su enfoque clásico, la autodefensa quedaría restringida a una respuesta a un ataque armado, de acuerdo con el artículo 51 de la Carta de las Naciones Unidas. Sin embargo, es práctica antigua que una amenaza inminente que emana de un Estado vecino o de disturbios procedentes de fuerzas enemigas en territorio extranjero pueden justificar ataques preventivos. Los expertos legales citan por ejemplo el asunto de Carolina de 1837 cuando las fuerzas británicas en Canadá cruzaron la frontera de Estados Unidos y mataron a varios rebeldes canadienses y a un ciudadano estadounidense que preparaba una ofensiva contra los británicos en Canadá. Ya en el siglo XX, se han atribuido a la Alemania nazi argumentos similares para justificar las invasiones de sus países vecinos que darían origen a la Segunda Guerra Mundial. Dwight Eisenhower afirmaría en 1953:

La guerra preventiva es un invento de Adolfo Hitler, francamente yo no me tomaría en serio a nadie que me viniera a proponer una cosa semejante.

Modernamente, la doctrina del expresidente George W. Bush sobre ataques preventivos se refiere a la amenaza potencial causada por "estados delincuentes" con armas de destrucción masiva. Sin embargo, el problema de determinar la amenaza inminente y extrema sigue siendo tema de disputa. Muchos Estados no apoyan la idea de la guerra preventiva ya que consideran que podría aplicarse arbitrariamente a cualquier amenaza real o imaginaria situada años en el futuro.